# Zruč-Senec
Zruč-Senec é uma comuna checa localizada na região de Plzeň, distrito de Plzeň-sever.